# Глибинні структури
Глибинні структури (рос.глубинные структуры, англ. deepseated structures, нім. Tiefenstruktur f) ― структурні тектонічні форми, які мають велику глибину залягання (десятки та сотні км) і досягають мантії. 
Простягаються на сотні й тисячі км. Характеризуються тривалістю та багатофазністю розвитку протягом декількох геологічних періодів. 
До глибинних структур належать: 
- глибинні розломи,

- геоантикліналі (острівні дуги),

- геосинкліналі.